# Емих I (Насау-Хадамар)
Емих I фон Насау-Хадамар (на немски: Emich I von Nassau-Hadamar, Emicho; † 7 юни 1334) от фамилията Дом Насау, е от 1303 г. граф на Насау-Хадамар, създава Старата линия Насау-Хадамар.

## Живот
Той е вторият син на граф Ото от Насау († 1289/1290), основателят на Отонската линия на Насау, и съпругата му Агнес фон Лайнинген († ок. 1303), дъщеря на граф Емих IV. Първи братовчед е на Адолф от Насау, който от 1292 до 1298 г. е римско-немски крал.
Емих и брат му Хайнрих се бият в рицарската битка при Гьолхайм на 2 юли 1298 г. на страната на Адолф.
След смъртта на баща му през 1290 г. започва борба между тримата му синове, която завършва през 1303 г. с подялба на Насау. Емих получава Насау-Хадамар. Брат му Хайнрих III († 1343) получава Насау-Зиген, а брат му Йохан († 1328) получава Насау-Диленбург. Четвъртият му брат Ото († 1302), домхер във Вормс, вече е умрял. Резиденцията на Емих първо е в „долния дворец“ при Дридорф, за който през 1305 г. получава права на град от крал Албрехт I. На 18 декември 1320 г. той се мести в дворец Хадамар.

## Фамилия
Емих се жени преди 1297 г. за Анна фон Цолерн-Нюрнберг († ок. 1357), дъщеря на бургграф Фридрих III от Нюрнберг († 1297) и втората му съпруга принцеса Хелена от Саксония (1247 – 1309), дъщеря на саксонския херцог Албрехт I. Те имат осем деца:
- Анна († вер. пр. 1329), ∞ пр. 1322 Куно II фон Фалкенщайн-Мюнценберг († 1333)
- Юта († сл. 1359), ∞ пр. 1324 граф Герхард VI фон Диц (X 1343)
- Йохан († пр. 20 януари 1365), 1334 – 1365 граф на Насау-Хадамар
- Емих II († 1359), 1328 и 1336 каноник в Майнц, 1337 – 1359 сърегент на Насау-Хадамар
- Агнес/Несе, умира като монахиня в манастир Алтенберг при Вецлар
- Хелена, умира като монахиня в манастир Алтенберг
- Маргарета († 30 януари 1370), ∞ пр. 1349 граф Рудолф II фон Хоенберг († 26 февруари 1335)
- Маргарета († 1343), монахиня в манастир Св. Клара в Нюрнберг